# Adrian von Arx (Politiker, 1879)
Adrian von Arx (* 25. Februar 1879 in Olten; † 1. Januar 1934 in Lausanne; heimatberechtigt in Olten) war ein Schweizer Politiker (FDP) und Schriftsteller.

## Leben
Adrian von Arx kam als Sohn seines gleichnamigen Vaters 1879 auf die Welt. Er besuchte das Gymnasium in Solothurn, absolvierte ein Studium der Rechtswissenschaften in München, Heidelberg, Bern, Leipzig und Lausanne und promovierte 1904 an der Universität Leipzig. Ab 1905 war er in Solothurn Fürsprecher und Notar und von 1907 bis 1915 Gerichtspräsident in Olten-Gösgen. Danach führte er bis 1930 eine Anwaltskanzlei in Olten.
Im Jahr 1917 erfolgte für die Freisinnig-Demokratische Partei seine Wahl in den Solothurner Kantonsrat, dem er bis 1921 angehörte. Bei den Schweizer Parlamentswahlen 1919 wurde er in den Nationalrat gewählt. Nach elf Jahren parlamentarischer Tätigkeit gab er sein Amt auf und stellte sich 1931 als Bundesrichter zur Verfügung, wo er bis zu seinem Tod amtete.
Adrian von Arx war 1910 Gründer der freisinnigen Alters- und Sterbekasse, 1911 Initiant eines nichtsozialistischen Arbeitervereins in Olten, 1917 Gründer und Präsident der linksliberalen Solothurner Jungfreisinnigen und 1919 Gründer der Demokratischen Vereinigung mit dem Presseorgan «Der Schweizer Demokrat».